# Timàlids
Els timàlids (Timaliidae) són una gran família d'ocells de l'ordre dels passeriformes. Aquesta família ha patit en els darrers temps grans revisions. Es reconeixien més de 300 espècies, gran part de les quals s'han ubicat a altres famílies com ara Zosteropidae, Pellorneidae, Leiothrichidae i Sylviidae.
Els timàlids s'han utilitzat tradicionalment com una família comodí (és a dir, un complex no resolt), on s'ubicaven espècies de posició incerta (Collar Robson, 2007). Des de llavors, s'han realitzat importants estudis filogenètics (Cibois 2003; Gelang et el 2009).
A partir d'aquests estudis els zosteròpids (Zosteropidae) s'han inclòs dins els complex Timaliidae. Se n'han distingit en total quatre grups dins el complex Timaliidae:
- Els zosteròpids (Zosteropidae) que inclou entre d'altres, els gèneres Yuhina i Stachyris, fins aleshores inclosos als timàlids.
- Els timàlids (Timaliidae) sensu stricto.
- Els pel·lornèids (Pellorneidae), que inclou "timàlids típics", principalment africans.
- Els leiotríquids (Leiothrichidae) que inclou entre altres Garrulax i Leiothrix.

Altres espècies, abans situades als timàlids, resulten ser en realitat part del clade sílvids (Sylviidae), i s'han desplaçat fins aquesta família.
Les relacions filogenètiques entre els diferents clades, i de les espècies dins els clades encara no estan totalment resoltes. Per tant, la realització de nous estudis filogenètics segurament duran molts canvis taxonòmics

## Gèneres
Segons la classificació del Congrés Ornitològic Internacional (versió 11.1, 2021) els timàlids han quedat reduïts a 10 gèneres amb 54 espècies:
- Gènere Timalia, amb una espècie: timàlia de capell castany (Timalia pileata)
- Gènere Dumetia, amb dues espècies.
- Gènere Mixornis, amb 4 espècies.
- Gènere Macronus, amb dues espècies.
- Gènere Cyanoderma, amb 7 espècies.
- Gènere Spelaeornis, amb 8 espècies.
- Gènere Melanocichla, amb dues espècies.
- Gènere Pomatorhinus, amb 9 espècies.
- Gènere Erythrogenys, amb 6 espècies.
- Gènere Stachyris, amb 13 espècies.